# Політонім
Політонім або політнонім (дав.-гр. πολιτική — державна діяльність і όνυμα — ім'я, назва) — назва всіх громадян будь-якої держави, всього населення певного адміністративного регіону, похідне від назви держави або регіону, наприклад, нігерійці, американці, радянський народ, росіяни, татарстанці, китайці.
Політонім вказує на політичну приналежність людей без урахування їх етнічної, соціальної та будь-якої іншої ідентичності. Наприклад, під терміном «бельгійський народ» мають на увазі всіх громадян Бельгії, хоча він ділиться на дві самостійні квазінаціональні спільноти — валлонів і фламандців, які мають свої державоподібні національні територіальні одиниці з власною політичною системою (включаючи політичні партії), різні державні мови та окремі представництва у деяких органах Євросоюзу. Те саме англійською мовою означає слово Russians, що використовується не тільки для назви росіян, але і всіх громадян РФ (а раніше — СРСР), хоча в Росії понад сто етносів.